# Henryk Bilor
Henryk Józef Bilor (ur. 19 listopada 1889 we Lwowie, zm. 1940 w ZSRR) – polski piłkarz, założyciel i wieloletni zawodnik klubu Czarni Lwów, reprezentant Lwowa i Galicji, trener i działacz piłkarski. Jako żołnierz uczestnik czterech wojen (1914–1921, 1939), legionista, kapitan artylerii Wojska Polskiego, ofiara zbrodni katyńskiej.

## Życiorys
Urodził się 19 listopada 1889 we Lwowie. Był synem Tomasza i Zofii Urszuli z domu Czaja. W rodzinnym mieście ukończył naukę w szkole ludowej, uczył się w Gimnazjum (od 1897 do 1903), C. K. I Szkole Realnej (od 1903 do 1906) i w C. K. II Szkole Realnej we Lwowie od 1906, gdzie zdał wojenny egzamin dojrzałości 1 lutego 1916. W 1913 podjął studia na Politechnice Lwowskiej.
Od czasu nauki szkolnej rozwijał karierę piłkarską. Wraz z bratem Marianem i Walerym Pappiusem w 1903 zostali założycielami klubu piłkarskiego „Sława”, od 1905 noszącego nazwę Czarni Lwów. Pomysłem Henryka Bilora była nazwa klubu z uwagi na kolor noszonych dresów sportowych. Przed 1914 uznawano go za najlepszego piłkarza w całej Galicji.
Po wybuchu I wojny światowej 20 sierpnia 1914 wstąpił do Legionów Polskich. Służył jako sekcyjny w 1 pułku piechoty w składzie I Brygady. 20 grudnia tego samego roku przeniesiony do artylerii służył w 4 baterii 1 pułku artylerii. Odniósł rany w bitwie pod Konarami w maju 1915. Później objął funkcję dowódcy działonu. Podczas służby legionowej grał w piłkę nożną w zespole I Brygady. Po odejściu ze służby legionowej odbył kurs w szkole podoficerskiej, niemiecki kurs przeszkolenia w Górze Kalwarii w 1917. Po kryzysie przysięgowym został zwolniony z Legionów, po czym był internowany w obozie Bustyaháza od 26 sierpnia 1917, skąd odzyskał wolność 20 listopada 1917. Wówczas został wcielony do c. k. armii i skierowany do służby w szeregach LIX Brygady Artylerii Polowej w Czanalos na stanowisku instruktora. Od 14 kwietnia do 30 lipca 1918 odbył i ukończył naukę w szkole oficerów rezerwy artylerii w Ołomuńcu. Był instruktorem baterii zapasowej 111 pułku artylerii polowej w Balatonkenese jako instruktor. Został mianowany chorążym rezerwy 28 września 1918 i urlopowany celem studiów na Politechnice Lwowskiej. Wówczas podjął współpracę z Polską Organizacją Wojskową.
U schyłku wojny od 3 listopada 1918 brał udział w obronie Lwowa w trakcie wojny polsko-ukraińskiej służąc jako oficer wywiadowczy artylerii Obrony Lwowa. Od 18 listopada 1918 służył w dywizjonie artylerii 1 pułku artylerii polowej Legionów organizowanym przez mjr. Edmunda Knolla-Kownackiego, sprawując funkcje oficera wywiadowczego i I oficera baterii podczas walk frontu ukraińskiego. Od 24 grudnia 1918 był dowódcą kolumny amunicyjnej tej jednostki.
18 marca 1919 został awansowany na stopień podporucznika artylerii z dniem 1 marca 1919. Pełnił funkcję oficera wywiadowczego w dywizjonie pułku. 20 marca 1920 został urlopowany celem kontynuacji edukacji na studiach wyższych, jednak 22 kwietnia 1920 został powołany do służby, skierowany do Krakowa, gdzie wszedł w skład polskiej ekipy na Letnie Igrzyska Olimpijskie 1920 w Antwerpii, która ostatecznie została wycofana z uwagi na trwającą wojnę polsko-bolszewicką. 23 kwietnia 1920 został skierowany na Górny Śląsk w charakterze agitatora. Po odwołaniu go z tych działań, w połowie sierpnia 1920 przybył do Lwowa, gdzie otrzymał przydział do baterii „Wanda” w składzie Grupy ppłk. Kowalewskiego. Od 3 września 1920 brał udział w walkach frontowych w szeregach macierzystego 1 pułku, a od 24 grudnia 1920 służył w baterii zapasowej 12 pułku artylerii polowej. Wówczas 19 stycznia 1921 został awansowany na porucznika czasu wojny.
Po zakończeniu działań wojennych, 20 stycznia 1921 został skierowany na kurs narciarski Dowództwa Okręgu Generalnego „Lwów” w Sławsku w charakterze zastępcy komendanta kursu i instruktora. W kolejnych latach nadal służył w 12 pułku artylerii polowej – w macierzystej baterii jako dowódca i instruktor oddziału rekruckiego. 15 sierpnia 1921 został oficerem ewidencyjnym. Zweryfikowany formalnie w stopniu porucznika artylerii ze starszeństwem z dniem 1 czerwca 1919. Ukończył kurs gimnastyczno-sportowy we Lwowie w sierpniu 1922, podczas którego był instruktorem. Od 2 listopada 1922 był adiutantem III dywizjonu 12 pap. Pozostając oficerem 12 pap w 1924 został awansowany na kapitana ze starszeństwem z dniem 1 lipca 1923. Tymczasowo był dowódcą baterii, a od 10 lutego 1925 był dowódcą pułkowej 8 baterii, a od 16 lipca 1929 do 13 kwietnia 1930 pełnił funkcję dowódcy dywizjonu. 14 maja 1930 został referentem administracyjnym w Dowództwie Okręgu Korpusu Nr VI, a 14 maja 1931 mianowany komendantem kadry 6 Oddziału Służby Uzbrojenia we Lwowie. 16 lutego 1932 został skierowany na odbycie stażu w Pomocniczej Składnicy Uzbrojenia nr 6 we Lwowie. W kwietniu 1932 został przeniesiony z korpusu oficerów artylerii do korpusu oficerów uzbrojenia, został zweryfikowany w stopniu kapitana uzbrojenia ze starszeństwem z dniem 1 lipca 1923 i w 1932 był przydzielony do wspomnianej Pomocniczej Składnicy Uzbrojenia nr 6 we Lwowie. Mianowany dowódcą kompanii parkowej PSU nr 6, zaś od 25 marca 1933 sprawował funkcję II zarządcy magazynu broni. Od 21 sierpnia 1933 był podkwatermistrzem w 6 dywizjonie artylerii przeciwlotniczej we Lwowie. W czerwcu 1934 został z powrotem przeniesiony do korpusu oficerów artylerii. Z dniem 30 listopada 1935 został przeniesiony w stan spoczynku.
Był wieloletnim zawodnikiem Czarnych Lwów, uważany przez polskich ekspertów piłkarskich za najlepszego piłkarza Galicji przed I wojną światową i czołowego piłkarza Polski tuż po odzyskaniu niepodległości. Podczas obchodów 20-lecia istnienia klubu Czarni Lwów i zorganizowanego wówczas turnieju towarzyskiego Henryk Bilor wystąpił w meczu 29 czerwca 1923 i obchodził wówczas jubileusz, w wieku 34 lat był wtedy najstarszym polskim aktywnym piłkarzem. Jako piłkarz grał także w reprezentacji Lwowa. Wystąpił m.in. w meczu przeciwko niemieckiej ekipie pod nazwą Beuthen – 09, a podczas spotkania doznał złamania nogi. Po zakończeniu kariery zawodniczej został trenerem, prowadząc z sukcesami piłkarski zespół Janiny Złoczów. Został także działaczem piłkarskim, na walnym zgromadzeniu Lwowskiego Okręgowego Związku Piłki Nożnej został wybrany członkiem zarządu i objął funkcję kapitana związkowego. Jako emerytowany oficer zamieszkiwał we Lwowie przy ulicy Gródeckiej 8. W 1938 był pracownikiem Ubezpieczalni Społecznej we Lwowie.
Wobec zagrożenia konfliktem zbrojnym w okresie mobilizacji 1939 został powołany do sztabu DOK nr VI we Lwowie. Po wybuchu II wojny światowej w okresie kampanii wrześniowej brał udział w obronie Lwowa. Po agresji ZSRR na Polskę z 17 września 1939 i kapitulacji miasta nie został wzięty do niewoli. Ostatecznie 10 kwietnia 1940 został aresztowany przez Sowietów. Był osadzony we lwowskim więzieniu Brygidki, a potem przeniesiony do więzienia w Kijowie, a finalnie zamordowany przez NKWD w tym samym roku. Jego nazwisko znalazło się na tzw. Ukraińskiej Liście Katyńskiej opublikowanej w 1994 (został wymieniony na liście wywózkowej 71/2-83 oznaczony numerem 199, dosłownie określony jako Henryk Józef Biller). Ofiary tej części zbrodni katyńskiej zostały pochowane na otwartym w 2012 Polskim Cmentarzu Wojennym w Kijowie-Bykowni.
Od 1928 był żonaty z Marią z domu Dubiniewicz (ur. 1903), która trzy dni po jego aresztowaniu została deportowana przez Sowietów w głąb ZSRR na ziemie kazachską. Oboje mieli syna Tadeusza (ur. 1923). 

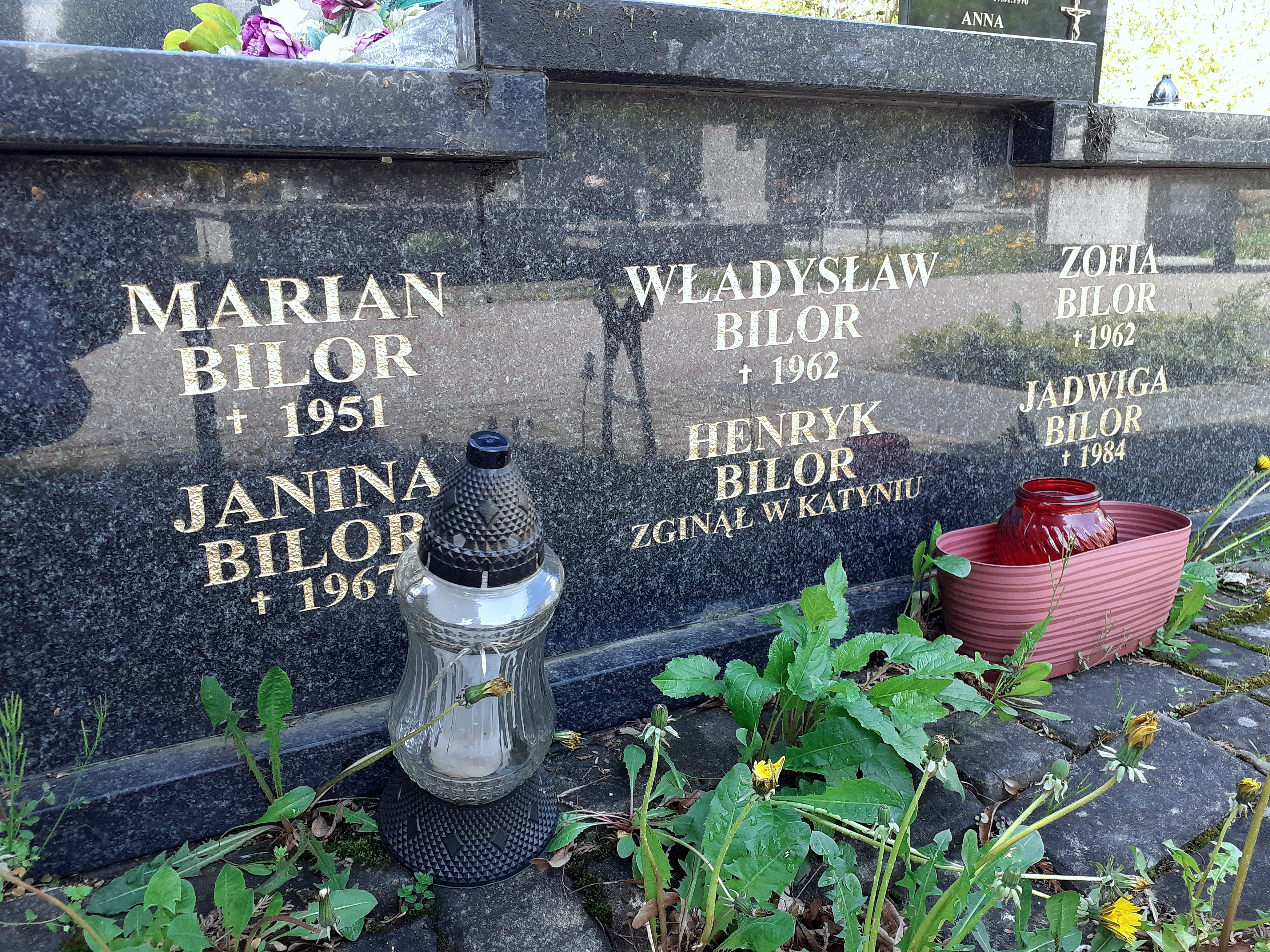
Symboliczne upamiętnienie Henryka Bilora na grobowcu rodzinnym na Cmentarzu Pobitno w Rzeszowie

Brat Henryka Bilora, Marian (1887-1951), był piłkarzem, działaczem, prezesem klubu Czarnych Lwów w 1908, czołowym sędzią piłkarskim oraz także oficerem artylerii Wojska Polskiego, a siostra Zofia Bilor (1895-1962) to łyżwiarka figurowa, występująca w parze wraz z Tadeuszem Kowalskim, który także został ofiarą zbrodni katyńskiej 1940 (zamordowany w Charkowie).

## Osiągnięcia
- Brązowy medal mistrzostw Polski i Armii w biegu na ok. 15 km w kategorii wojskowych kl. A (zawody w Worochcie 6 marca 1922)[17].

## Odznaczenia
- Krzyż Niepodległości (16 września 1931)[18]
- Krzyż Walecznych[19][20][5]
- Srebrny Krzyż Zasługi – dwukrotnie (10 listopada 1928[21][22], 1938[14])
- Medal Pamiątkowy za Wojnę 1918–1921[16]
- Medal Dziesięciolecia Odzyskanej Niepodległości[23]
- Odznaka pamiątkowa „Orlęta”[16]
- Medal 10 Rocznicy Wojny Niepodległościowej (Łotwa, 1929)[24]